# Brouwerij Het Anker (Alveringem)

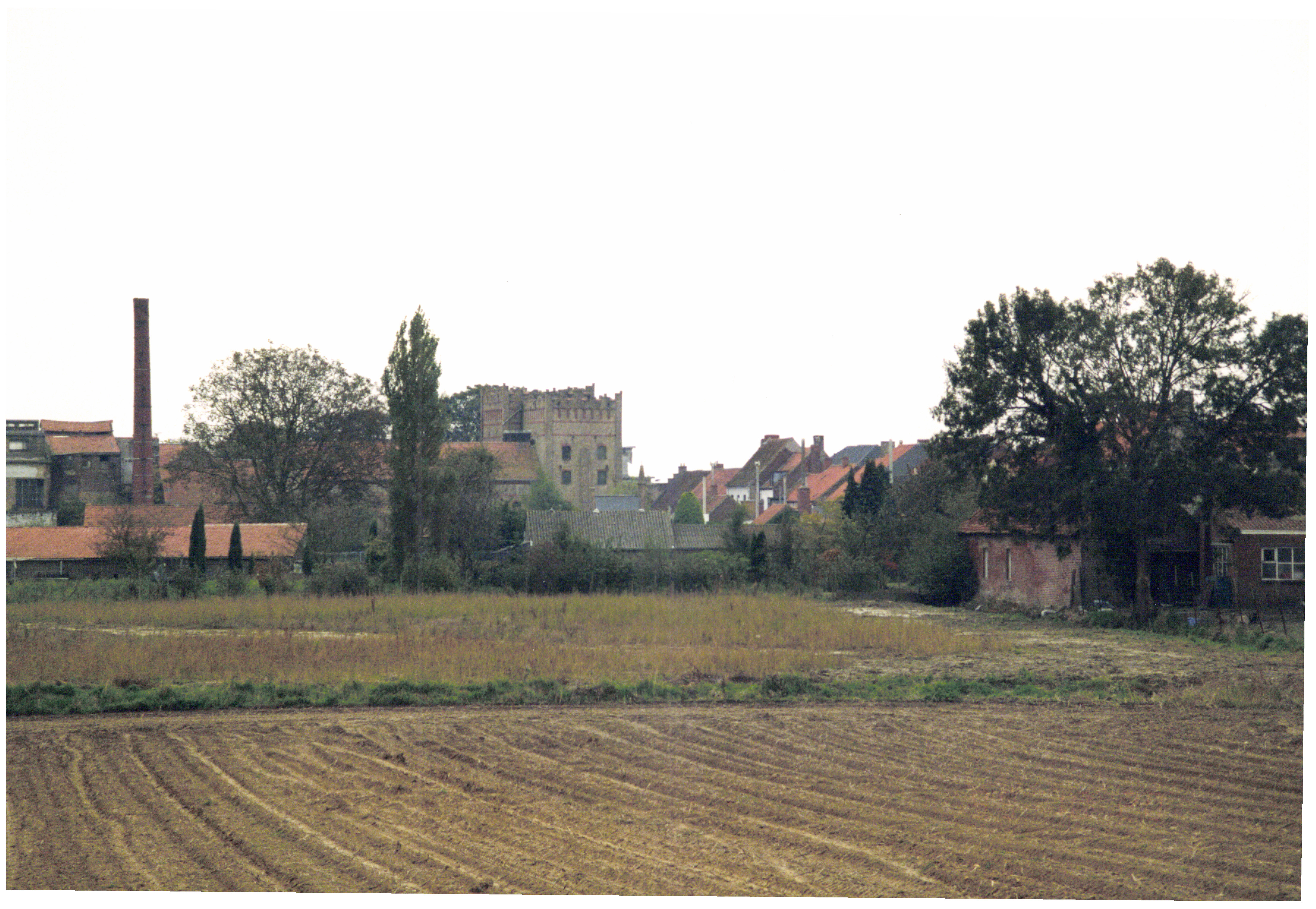
Zicht op het mouterij- en brouwerijcomplex

Brouwerij Het Anker ook wel Brouwerij Feys is een voormalige brouwerij gelegen te Beveren en was actief van 1890 tot 1960.

## Geschiedenis
De brouwerij ontstond in 1890 uit een zoutziederij. Vanaf 1906 startten ze ook met een mouterij. De brouwactiviteiten stopten in 1965. Brouwer Cyriel Feys was van 1904 tot 1920 en van 1933 tot 1941 burgemeester van Beveren. Fernand Feys werd in 1944 burgemeester en bleef dat gedurende meer dan een kwarteeuw burgemeester. Vervolgens was hij burgemeester van Stavele en later van Alveringem. 

## Gebouwen
De gebouwen staan loodrecht op de straat gelegen naast de waterweg. Aan de straatkant staat het brouwershuis met haaks er op de mouterij. Tussen beide gebouwen loopt echter een gekasseid opritje. Het jaartal 1898 staat in wit geschilderd onder het zadeldak. De rest van de gebouwen dateren van 1912. Het achterliggende gebouw met schoorsteen is van 1940. Binnenin is alle technische installatie verdwenen maar ken men nog de twee bierkelders met gietijzeren constructie aantreffen.

## Bieren[4]
- Anker Bier
- Dortt Anker Export
- Dortt Pils
- Export
- Extra
- Foncée
- Forte Brune
- Gulden
- Ménage